# Séminaire de Sherbrooke
 (décembre 2021).
Le Séminaire de Sherbrooke, aussi connu sous le nom de Séminaire Saint-Charles-Borromée, est un établissement d'enseignement privé situé à Sherbrooke, dans la province de Québec, au Canada. Fondé en 1875, l'une des plus vieilles institutions de la ville, il offre à l'origine le cours classique, le cours commercial et le cours scientifique. Progressivement, ces deux derniers sont abandonnés au profit du seul cours classique.

Le Séminaire est membre de la Fédération des établissements d'enseignement privés du Québec. 

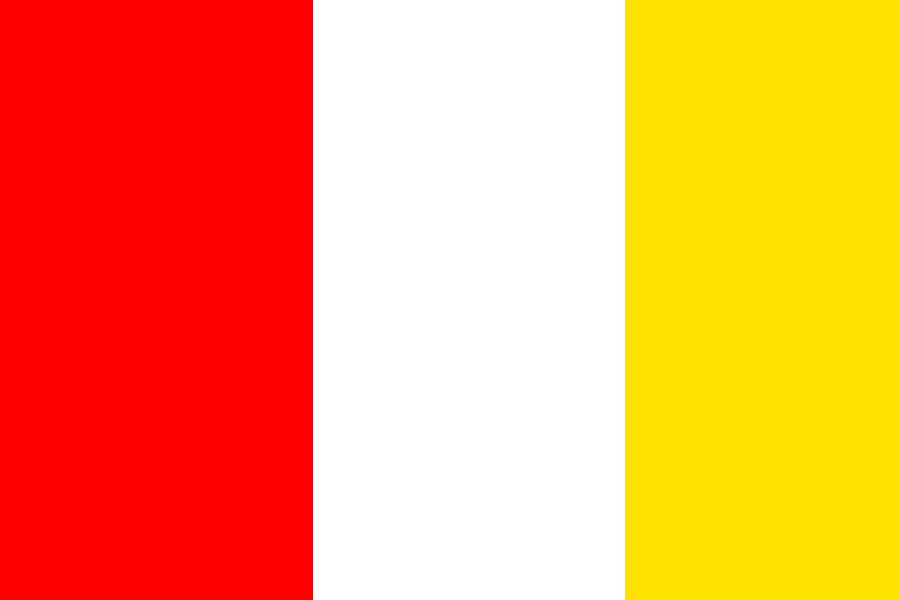
Le drapeau du Séminaire de Sherbrooke

## Histoire
L'institution connaît des agrandissements en 1878, 1883 et 1887, mais un incendie dévaste presque tout l'immeuble en 1897. Le Séminaire est reconstruit en 1898-1899 d'après les plans de Georges-Émile Tanguay.
En 1954, le Séminaire devient l'Université de Sherbrooke. Les premières bases d'une université catholique et francophone en Estrie sont fondées. Le Séminaire reprend son nom et sa vocation en 1959 lors de la fondation de l'Université de Sherbrooke. En 1968, le cours classique est abandonné et l'institution relève désormais du programme du Ministère de l'Éducation du Québec.
En 2005, la charte ayant été modifiée, les postes de recteur (nommé à l'origine par le diocèse de Sherbrooke) et le directeur général (fonction laïque) ont été fusionnés en recteur-directeur général. Pour la première fois depuis le début de son existence, le Séminaire est dirigé uniquement par un laïc, André Métras.
En 2006, le port d'une collection de vêtements obligatoire est instauré pour les élèves de l'ordre secondaire. La collection de vêtements, de style oxfordien et classique, arbore les teintes traditionnelles du Séminaire : le rouge et le jaune.
En 2014, le Séminaire offre les cinq années du cours secondaire et plusieurs programmes collégiaux et de formation continue.
Au niveau sportif, le Séminaire de Sherbrooke possède une histoire riche avec ses équipes représentatives, les Barons. L'école maintient plusieurs équipes sportives : football américain, le soccer, le basket-ball, la natation, le badminton et le volley-ball.
En 2025, les principaux dirigeants de l'établissement sont :
- M. Jacques Gravel, rectrice et directrice générale
- Mme Isabelle Chaîné, directrice des études au Collégial
- Mme Anne-Marie Nadeau, directrice des ressources humaines
- Mme Janick Leduc, directrice des services financiers et des technologies de l'information
- Mme Claudie Théberge, directrice adjointe au Collégial

En 2016, pour la première fois, l'établissement offre une journée de cours en ligne, où les étudiants de l'ordre secondaire étaient invités à rester à leur domicile pour participer aux cours de la journée à l'aide de leur tablette iPad.
En 2019, le Séminaire de Sherbrooke fait l'acquisition de l'établissement où se trouvait anciennement le Collège du Sacré-Cœur, une institution scolaire privée pour les jeunes filles. Cet édifice abritera désormais le Collégial du Séminaire de Sherbrooke.